# بطولة العالم للشطرنج 1937
|                         |                |
| ماكس إيوي               | ألكسندر أليخين |
|                         |                |
| فائز ببطولة العالم 1935 | المتحدي        |
| 36 سنة                  | 45 سنة         |

 بطولة العالم للشطرنج 1937 هي البطولة السادسة عشر الرسمية في الشطرنج وآخر بطولة خارج إطار الاتحاد الدولي للشطرنج، تنافس فيها بطل النسخة السابقة ماكس إيوي مع بطل العالم السابق ألكسندر أليخين في إعادة مقابلة، ونظمت المقابلة بهولندا من 5 أكتوبر حتى 4 ديسمبر 1937.
لم يتمكن إيوي من الحفاظ على لقبه وخسر المقابلة بنتيجة أربع انتصارات، عشر هزائم وإحدى عشر تعادلا، وتمكن أليخين من استعادة لقبه.

## خلفية
بعد فـوز إيوي ببطولة العالم 1935 وافق على لعب إعادة مقابلة ضد أليخين وهذا عكس أليخين الذي رفض منح كابابلانكا إعادة مقابلة، وكانت هذه آخر مقابلة على لقب بطولة العالم كان فيها البطل يتحكم فيمن يختاره كخصم، وبعد خسارة المقابلة قال إيوي:
«تقنيات وتوليفات أليخين الممتازة معروفة جيدا ولا ضرورة للحديث عليها، تسييره لنهاية اللعب كان لامعا، وأنا معجب أكثر بكيفية إنهائه للمباريات المؤجلة، وجب عليّ تحليلها كذلك لذا أنا أعرفها جيدا، وحين أفكر كيف ابتكر خصمي أفكارا إبداعية لإنهائها بطرق غير متوقعة؛ لا أملك سوى الإعجاب الكبير بطريقة لعب أليخين».

## المقابلة والنتيجة

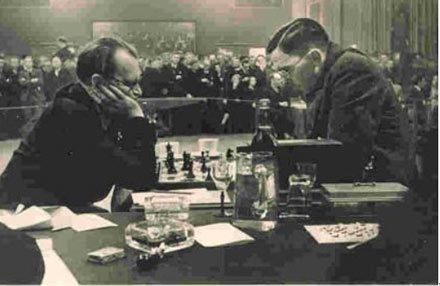
من مقابلة إيوي وأليخين 1937

أول لاعب يفوز بست مباريات ويحرز أكثر من 15 نقطة يكون بطل العالم
|                | 1 | 2 | 3 | 4 | 5 | 6 | 7 | 8 | 9 | 10 | 11 | 12 | 13 | 14 | 15 | 16 | 17 | 18 | 19 | 20 | 21 | 22 | 23 | 24 | 25 | انتصارات | نقاط |
| -------------- | - | - | - | - | - | - | - | - | - | -- | -- | -- | -- | -- | -- | -- | -- | -- | -- | -- | -- | -- | -- | -- | -- | -------- | ---- |
| ألكسندر أليخين | 0 | 1 | ½ | ½ | 0 | 1 | 1 | 1 | ½ | 1  | ½  | ½  | 0  | 1  | ½  | ½  | 0  | ½  | ½  | ½  | 1  | 1  | ½  | 1  | 1  | 10       | 15½  |
| ماكس إيوي      | 1 | 0 | ½ | ½ | 1 | 0 | 0 | 0 | ½ | 0  | ½  | ½  | 1  | 0  | ½  | ½  | 1  | ½  | ½  | ½  | 0  | 0  | ½  | 0  | 0  | 4        | 9½   |

تمكن ألخين من تحقيق 15.5 نقطة في المباراة الـ 25 من المقابلة واستعاد لقبه.
وكانت هذه آخر مقابلة على لقب بطولة العالم خارج إطار الاتحاد الدولي للشطرنج، واحتفظ ألخين بلقبه حتى وفاته سنة 1946 ولم يلعب مقابلة أخرى على اللقب لنشوب الحرب العالمية الثانية، وكان خليفته بعد ذلك ميخائيل بوتفنيك الذي فاز بمقابلة نظمها الاتحاد الدولي للشطرنج سنة 1948.

## روابط خارجية
- رابط لمباريات البطولة على موقع chessgames.com